# Премия Кнута

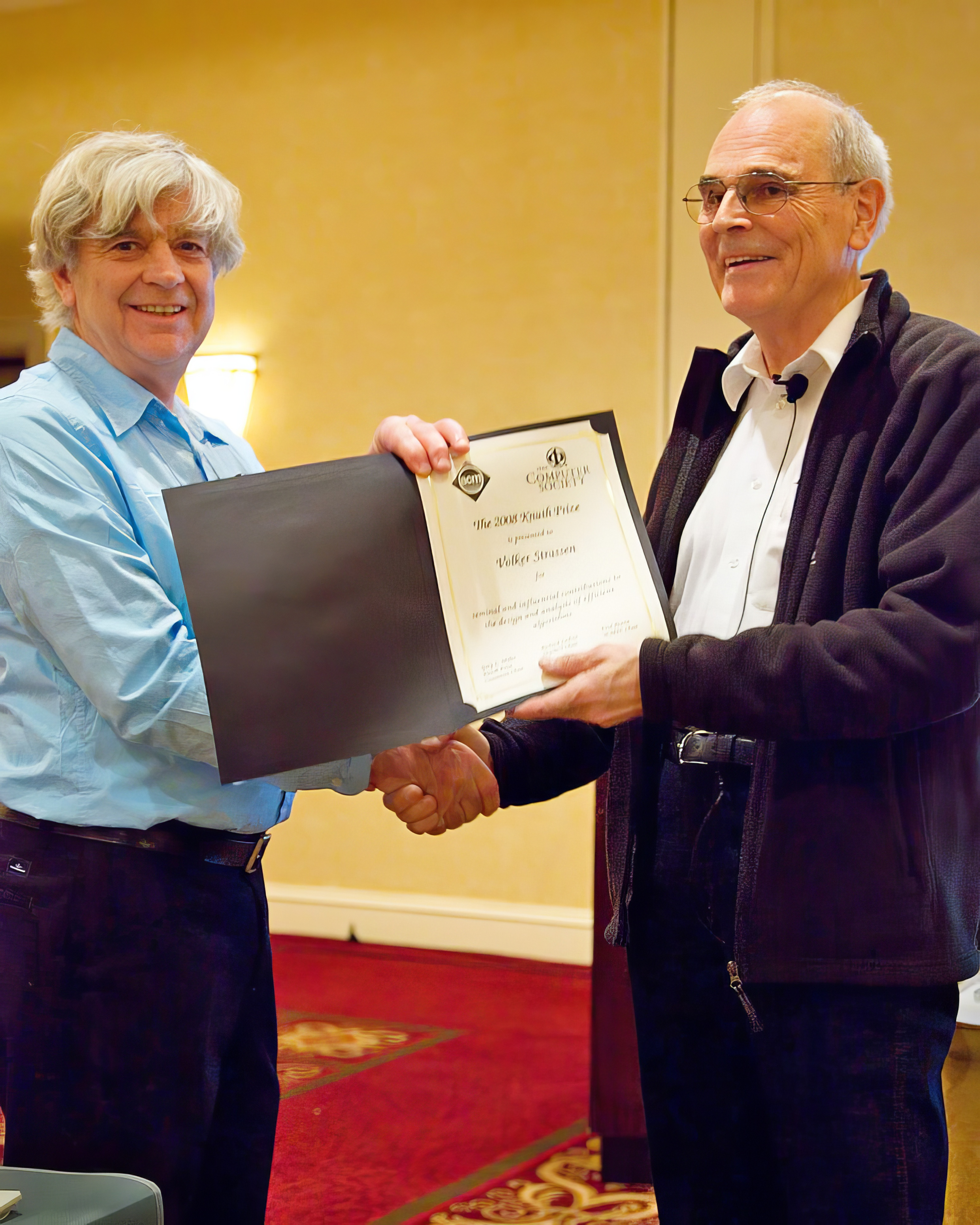
Гари Миллер вручает премию 2008 года Фолькеру Штрассену

Премия Кнута (англ. Donald E. Knuth Prize) — премия, присуждаемая с 1996 года за особый вклад в развитие основ информатики, названная в честь американского математика и автора книг о теории вычислительных систем Дональда Кнута. Премия вручается каждые полтора года и сопровождается денежным вознаграждением размером в 5000 долларов.
Организаторами премии являются организации ACM и IEEE, а точнее группы интересов ACM SIGACT (Special Interest Group on Algorithms and Computing Theory) и IEEE TCMFC (Technical Committee on the Mathematical Foundations of Computing). Награждение происходит поочерёдно на конференциях STOC (Annual ACM Symposium on Theory of Computing) и FOCS (Annual IEEE Symposium on Foundations of Computer Science), которые являются одними из самых престижных конференций в области теории вычислительных систем. В отличие от Премии Гёделя, премия имени Дональда Кнута вручается не за отдельную работу, а за общий вклад в развитие основ информатики.

## Лауреаты
- 1996 — Эндрю Яо
- 1997 — Лесли Вэлиант
- 1999 — Ласло Ловас
- 2000 — Джеффри Ульман
- 2002 — Христос Пападимитриу
- 2003 — Миклош Айтаи[англ.]
- 2005 — Михалис Яннакакис
- 2007 — Нэнси Линч
- 2008 — Фолькер Штрассен
- 2010 — Дэвид Джонсон
- 2011 — Равиндран Каннан
- 2012 — Леонид Анатольевич Левин
- 2013 — Гари Миллер
- 2014 — Ричард Липтон
- 2015 — Ласло Бабаи
- 2016 — Ноам Нисан[англ.]
- 2017 — Одед Голдрайх
- 2018 — Йохан Хостад[англ.]
- 2019 — Ави Вигдерсон
- 2020 — Синтия Дворк
- 2021 — Моше Варди
- 2022 — Нога Алон
- 2023 — Эва Тардош
- 2024 — Раджив Алур[англ.]